# Litostratigrafie

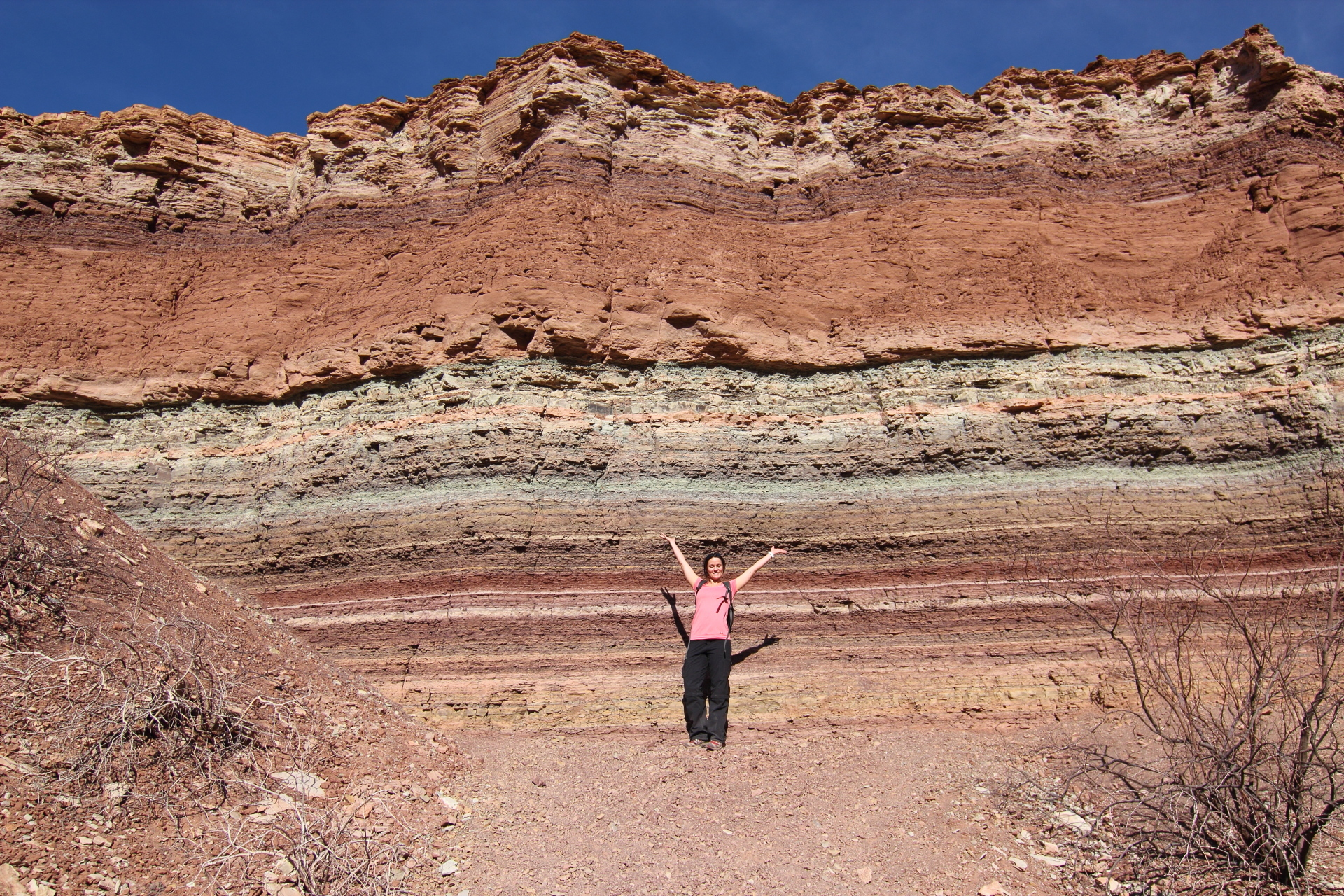
Geologické vrstvy v Quebrada de Cafayate v argentinské provincii Salta

Litostratigrafie je geologický vědní obor, který je podoborem stratigrafie a zabývá se popisem a systematickým tříděním posloupností hornin na základě jejich litologie (zejména popisu vnějšího vzhledu hornin) a jejich stratigrafických vztahů. Jedná se zejména o jejich relativní stratigrafickou pozici vůči okolním horninovým celkům. Tyto vztahy lze určit pomocí geometrických a fyzikálních okolností, jež udávají, které vrstvy či tělesa hornin jsou starší, a které mladší. Následně lze horniny kategorizovat do systému litostratigrafických jednotek, jako členy, souvrství, skupiny a podobně. Členění na litostratigrafické jednotky má význam při geologickém mapování, kdy může pomoci jak ke zjednodušení chápání geologické stavby území, tak při porovnávání horninových sekvencí ve větších oblastech nebo v různých částech světa. Litostratigrafie je základní metodou stratigrafie.
Litostratigrafie se opírá o základní poznatky geologie, petrologie a stratigrafie. Paleontologické nálezy pro ni mají význam, jen pokud slouží jako indikátory sedimentačního prostředí nebo jako horninotvorné fosilie (jež tvoří např. lumachely neboli sedimentární horniny vytvořené z úlomků či celých schránek rozličných bezobratlých živočichů, obvykle mlžů).